# DG Flugzeugbau LS10
DG Flugzeugbau LS10 er et 18m-klasse svævefly designet af firmaet Rolladen-Schneider som først fløj som prototype i 2003. Typen undergik yderligere udvikling hos DG Flugzeugbau forud for produktionens start.

## Design og udvikling
Midt i 1990-erne begyndte Rolladen-Schneider på foranledning af kunderne at designe efterfølgeren til LS6. Udviklingen trak ud, idet LS8 og LS9 havde højere prioritet og firmaets indehaver, Walter Schneider, mente, at LS6 stadig var konkurrencedygtig.
Det indledningsvise design foregik under ledelse af Wolf Lemke. Werner Scholz udviklede her ud fra prototypen, LS10-a. Til trods for at tidlige tegninger af LS10 havde vist en kurvet underkant på canopy'et som på ASW24, havde prototypen samme lige underkant som LS6 og LS8.
Jomfruflyvningen fandt sted i Egelsbach den 6. juni 2003. Den blev efterfulgt af intensiv test-flyvning og bedømmelse i konkurrencer. Prototypen vandt Hockenheim og Bayreuth-konkurrencerne i 2004 og det tyske mesterskab i Lüsse i 2005 samt andenpladsen i det europæiske mesterskab i 2005 i Nitra, Slovakiet. Flyveegenskaberne blev af det tyske blad Aerokurier betegnet som excellente.
I juli 2007 vandt Rick Walters den internationale Lilientahl Glide 2007, som var en kombineret opvarmning til WM og det tyske mesterskab i prototypen.
Der to modeller i produktion: 'Turbo-versionen' LS10-st, som har samme motor som LS8-st og LS10-s uden motor, men forberede for senere installation.
Typegodkendelsen blev opnået i januar 2010.

### Vingedesign
LS10 afviger hovedsageligt fra LS6 i udformningen af vingen; de øvrige egenskaber ligner meget. Vingeprofilet tager udgangspunkt o FX 81K130-profilet, som også anvendes på LS6, med nogle forbedringer: Bedre ydelse ved lav og høj fart og en meget lille følsomhed overfor turbulens, regn og insekter. Vingerne har tubulator-tape på undersiden for at forhindre laminar separationsbobbler. Dette indikerer, at profilet savner den rene naturlige overgang hos Wortmann-profilet fra 1981 og sandsynligvis i højere grad udnytter laminart flow.
Det første design havde en elliptisk forkant som på SZD-55-1. Prototypen havde dog en tredelt trapez-form, som er lettere at bygge og - væsentligere - lettere at reparere. Produktionsversionen har et tykkere profil ved vingeroden, som bedre klarer det turbulente flow i nærheden af kroppen (som det også ses ved andre nyere svævefly som LAK-17a, ASW 28, DG-1000, Discus-2 og eta).
Vingen er lavet i fire dele. Vingetipperne kan udskiftes, og flyet derfor have både 15m og 18m vingespænd. Skillelinjen til vingetippen sidder på prototypen langt inde på vingen, en egenskab først set på Schempp-Hirth Ventus 2c, og det giver en bedre overflade ved begge konfigurationer og letter montage. På produktionsversion er skillelinjen dog flyttet ud til ca. 7m fra kroppen, idet DG-Flugzeugbau valgte at prioritere strukturel styrke og enklere produktion.

### Andre design-egenskaber
- Ballast-systemet har seks integrerede tanke i vingerne. De yderste tanke fyldes først og dumpes sidst for bedre vægtfordeling. I halen findes to adskilte tanke, som muliggør en gunstig tyngdepunktsplacering under dumpning. Håndtaget til den første tank styrer også de fire yderste tanke; den anden styrer de to inderste.
- Et højre understel giver højere placering på jorden og giver en større indfaldsvinkel end LS6, hvilket tillader laver fart ved start og landing. Dette giver større sikkerhed ved flyslæb fra korte baner og ved marklandinger.
- LS10 har de typiske LS flaperons i vingernes fulde længde, dobbelt-bladede luftbremser og automatiske rorkoblinger af Hänle-typen.